# Czujnik spalania stukowego
Czujnik spalania stukowego (ang. knock sensor) – montowany na kadłubie tłokowego silnika spalinowego czujnik rozpoznający drgania powstałe w wyniku spalania stukowego mieszanki paliwowo-powietrznej w komorze spalania, jest wykonywany jako czujnik piezoelektryczny.
Spalanie stukowe powoduje wystąpienie drgań mechanicznych kryształu piezoelektrycznego i wytworzenie sygnału przekazywanego do elektronicznego urządzenia sterującego. Na jego podstawie elektroniczne urządzenie sterujące wysyła sygnał zmieniający kąt wyprzedzenia zapłonu o wartość niezbędną do zaniku spalania stukowego.